# Pherhombus dolini
Pherhombus dolini är en stekelart som beskrevs av Valentina I. Tolkanitz och Narolsky 2005. Pherhombus dolini ingår i släktet Pherhombus och familjen brokparasitsteklar. Inga underarter finns listade i Catalogue of Life.